# Les Feux de la nuit
Pour les articles homonymes, voir Bright Lights, Big City.
Pour plus de détails, voir Fiche technique et Distribution.
Les Feux de la nuit (Bright Lights, Big City) est un film américain réalisé par James Bridges, sorti en 1988.

## Synopsis
Récit de la descente aux enfers de Jamie, un journaliste new-yorkais tombé dans les griffes de l'alcool et de la cocaïne. Il s'agit d'un tableau du brillant superficiel et des pièges de la vie nocturne à New York dans les années 1980. 

## Fiche technique
- Titre : Les Feux de la nuit
- Titre original : Bright Lights, Big City
- Réalisation : James Bridges
- Scénario : Jay McInerney d'après son roman Journal d'un oiseau de nuit
- Production : Jack Larson, Gerald R. Molen, Sydney Pollack et Mark Rosenberg
- Musique : Donald Fagen
- Photographie : Gordon Willis
- Pays d'origine : États-Unis
- Format : Couleurs - 1,85:1 - Dolby
- Genre : drame
- Durée : 107 minutes
- Date de sortie : 1988

## Distribution
- Michael J. Fox (VF : Luq Hamet) : Jamie Conway
- Kiefer Sutherland (VF : Emmanuel Jacomy) : Tad Allagash
- Phoebe Cates (VF : Virginie Ledieu) : Amanda
- Swoosie Kurtz (VF : Chris Verger) : Megan
- Frances Sternhagen (VF : Nathalie Nerval) : Clara
- Tracy Pollan (VF : Laurence Crouzet) : Vicky
- Jason Robards : M. Hardy
- John Houseman (VF : Teddy Bilis) : M. Vogel
- Charlie Schlatter : Michael Conway
- David Warrilow : Rittenhouse
- Dianne Wiest (VF : Martine Sarcey) : La mère de Jamie
- Alec Mapa : Yasu Wade
- William Hickey (VF : René Bériard) : Le dealer
- Gina Belafonte : Kathy
- Sam Robards : Rich Vanier
- Bernard Zette (as Zette) : Stevie
- Jessica Lundy (VF : Michèle Lituac) : Theresa
- Kelly Lynch (VF : Véronique Augereau) : Elaine
- Russell Horton (VF : Claude Rollet) : Walter Tyler
- Maria Pitillo : Fille